# أمفورة الهور المتغيرة
أمفورة الهور المتغيرة هو نوع من أمفورة الهور موطنه الأصلي هو فنزويلا، اكتشف لأول مرة في 1951، هو واحد من أربعة أصنوفات وُصفت رسميًا من قِبل جوليان إيه. ستييرمارك.